# Євпл Катанський
Євпл Катанський або Святий Євпл Катанський (італ. Euplio, Sant' Euplio; ? — 304, Сицилія) — архідиякон часів Стародавнього Риму з міста Катанія на острові Сицилія, Італія, ранньо-християнський святий, мученик (убитий мечем) часів Діоклетіанового переслідування.
З грецької мови — благоуспішний.

## Життя
Святий Євпл жив на Сицилії і був дияконом. Коли почалося Діоклетіанове переслідування християн, 304 року Євпла ув'язнили і привели на суд, де він визнав, що є християнином. Вояки відразу почали його мучити різними способами, вимагаючи від нього відступництва. Потім Євпла, який не зрікся святої віри, убили мечем.
Мощі Святого Євпла зберігаються в церкві м. Тревіко (італ. Trevico), Італія.

### Святий Євпл в Україні
Традиція вшанування святого існує з часів Речі Посполитої — як у православних, так і католиків. Зараз це свято спільне для греко-католиків, католиків та православних по всій Україні.

### Святий Євпл у Московії
Священномученик Євпл віддавна шанований у Московії. 1471 року на Мясницькій вулиці в Москві, в пам'ять захоплення та знищення Новгородської республіки, місцева влада побудувала дерев'яну церкву на честь архідиякона Євпла. 1657 року князь Олексій Романов замінив її кам'яною. У XVIII столітті пам'яті святого було споруджено величний триярусна будівля (зруйновано комуністами 1926)